# Megalopus buckleyi
Megalopus buckleyi es una especie de coleóptero de la familia Megalopodidae.

## Distribución geográfica
Habita en Ecuador.